# 陶瓷老街站
陶瓷老街站位於台灣新北市鶯歌區，為新北捷運 三鶯線（興建中）的捷運車站。

## 車站週邊
- 鶯歌陶瓷老街

## 歷史
2016年三鶯線正式動工
預定計畫
2025年年底完工
2026年3月通車

## 外部連結
台北捷運三鶯線路線說明